# Blake Snell
Blake Ashton Snell (Seattle, 4 dicembre 1992) è un giocatore di baseball statunitense, lanciatore partente per i Los Angeles Dodgers della Major League Baseball.

## Carriera

### Minor League Baseball (MiLB)
Snell frequentò la Shorewood High School di Shoreline, Washington. Dopo aver ottenuto il diploma venne selezionato, nel primo turno come 52ª scelta assoluta del draft MLB 2011 dai Tampa Bay Rays. Venne assegnato in classe Rookie, dove giocò per le stagione 2011 e 2012. Nel 2013 venne promosso in classe A. Nel corso della stagione 2014 venne promosso in classe A-avanzata. Nel 2015 giocò in A-avanzata, Doppia-A e Tripla-A. Iniziò la stagione 2016 in Tripla-A.

### Major League Baseball (MLB)
Snell debuttò nella MLB il 23 aprile 2016, allo Yankee Stadium di New York contro i New York Yankees. Concluse la sua stagione d'esordio con 19 partite giocate con i Rays in MLB, a fronte delle 12 partite giocate in MiLB.
Nel 2018 venne convocato per la prima volta per l'MLB All-Star Game, venne nominato miglior lanciatore del mese di agosto e di settembre, concludendo la stagione come leader dell'American League in media PGL e in vittorie. A stagione ultimata venne anche premiato con il Cy Young Award, diventando il secondo lanciatore dei Rays a ottenere il premio, dopo David Price nel 2012.
Il 29 dicembre 2020, i Rays scambiarono Snell con i San Diego Padres per Francisco Mejía, Luis Patiño e i giocatori di minor league Blake Hunt e Cole Wilcox.

## Palmarès

### Individuale
- MLB All-Star: 1

2018
- Leader dell'American League in vittorie: 1

2018
- Leader della MLB in media PGL: 1

2018
- Cy Young Award: 2

2018, 2023
- Lanciatore del mese dell'American League: 2

agosto e settembre 2018